# كيريل كرافشينكو
كيريل كرافشينكو (بالروسية: Кравченко, Кирилл Альбертович)‏ هو شخصية أعمال روسي، ولد في 13 مايو 1976 في موسكو في روسيا.